# Gaudreville-la-Rivière
 Gaudreville-la-Rivière  là một xã thuộc tỉnh Eure trong vùng Normandie miền bắc nước Pháp.